# Itapejara d'Oeste
Itapejara d'Oeste är en kommun i Brasilien.   Den ligger i delstaten Paraná, i den södra delen av landet, 1 200 km söder om huvudstaden Brasília. Antalet invånare är 10 532. Arean är 254 kvadratkilometer.
Terrängen i Itapejara d'Oeste är platt åt nordväst, men åt sydost är den kuperad.
Omgivningarna runt Itapejara d'Oeste är en mosaik av jordbruksmark och naturlig växtlighet. Runt Itapejara d'Oeste är det ganska tätbefolkat, med 120 invånare per kvadratkilometer.